# 雙蕨之間
《雙蕨之間》（英語：Between Two Ferns: The Movie）是一部由斯科特·奥克曼执导、查克·葛里芬納奇主演的2019年美国喜劇電影，是同名网络剧的衍生作品。影片于2019年9月20日在Netflix上映。